# 건무 (후조)
건무(建武)는 중국 후조(後趙) 무제(武帝)의 첫 번째 연호이다. 335년에서 348년까지 14년 동안 사용하였다.
같은 시기에 사용된 다른 연호로는 동진(東晉)에서 사용한 함강(咸康 : 335년 ~ 342년), 건원(建元 : 343년 ~ 344년), 영화(永和 : 345년 ~ 356년), 성한(成漢)에서 사용한 옥항(玉恒 : 335년 ~ 338년), 한흥(漢興 : 338년 ~ 343년), 태화(太和 : 344년 ~ 346년), 가녕(嘉寧 : 346년 ~ 347년), 전량(前凉)에서 사용한 건흥(建興 : 314년 ~ 361년), 대(代)에서 사용한 건국(建國 : 338년 ~ 376년)이 있다.

## 연대대조표
| 건무                | 원년            | 2년                 | 3년        | 4년                 | 5년        | 6년        | 7년        | 8년        | 9년             | 10년            |
| 서력                | 335년           | 336년               | 337년      | 338년               | 339년      | 340년      | 341년      | 342년      | 343년           | 344년           |
| 육십간지 (六十干支) | 을미(乙未)      | 병신(丙申)          | 정유(丁酉) | 무술(戊戌)          | 기해(己亥) | 경자(庚子) | 신축(辛丑) | 임인(壬寅) | 계묘(癸卯)      | 갑진(甲辰)      |
| 동진 (東晉)         | 함강(咸康) 원년 | 2년                 | 3년        | 4년                 | 5년        | 6년        | 7년        | 8년        | 건원(建元) 원년 | 2년             |
| 성한 (成漢)         | 옥항(玉恒) 원년 | 2년                 | 3년        | 4년 한흥(漢興) 원년 | 2년        | 3년        | 4년        | 5년        | 6년             | 태화(太和) 원년 |
| 전량 (前凉)         | 건흥(建興) 23년 | 24년                | 25년       | 26년                | 27년       | 28년       | 29년       | 30년       | 31년            | 32년            |
| 대 (代)             | -               | -                   | -          | 건국(建國) 원년     | 2년        | 3년        | 4년        | 5년        | 6년             | 7년             |
| 건무                | 11년            | 12년                | 13년       | 14년                |            |            |            |            |                 |                 |
| 서력                | 345년           | 346년               | 347년      | 348년               |            |            |            |            |                 |                 |
| 육십간지 (六十干支) | 을사(乙巳)      | 병오(丙午)          | 정미(丁未) | 무신(戊申)          |            |            |            |            |                 |                 |
| 동진 (東晉)         | 영화(永和) 원년 | 2년                 | 3년        | 4년                 |            |            |            |            |                 |                 |
| 성한 (成漢)         | 2년             | 3년 가녕(嘉寧) 원년 | 2년        | -                   |            |            |            |            |                 |                 |
| 전량 (前凉)         | 33년            | 34년                | 35년       | 36년                |            |            |            |            |                 |                 |
| 대 (代)             | 8년             | 9년                 | 10년       | 11년                |            |            |            |            |                 |                 |

## 같이 보기
- 다른 왕조의 같은 연호
  - 후한(後漢) 건무(25년 ~ 56년)
  - 서진(西晉) 건무(304년)
  - 동진(東晉) 건무(317년 ~ 318년)
  - 서연(西燕) 건무(386년)
  - 제(齊) 건무(494년 ~ 498년)

- 중국의 연호

| 이전 연호 연희(延熙) | 중국의 연호 후조(後趙) | 다음 연호 태녕(太寧) |